# Erich Raeder
Erich Johann Albert Raeder (24 tháng 4 năm 1876 – 6 tháng 11 1960) là đại đô đốc chỉ huy hải quân Đức Quốc xã trong Chiến tranh thế giới thứ hai. Năm 1943 ông từ chức và Karl Dönitz lên thay chỉ huy lực lượng hải quân. Raeder bị kết án tù chung thân tại tòa án Nuremberg nhưng sau được trả tự do.